# Jennifer Winget
Jennifer Winget (sinh ngày 30 tháng 5 năm 1985 tại Bombay, Maharashtra, Ấn Độ) là một nữ diễn viên và người dẫn chương trình người Ấn Độ. Cô là một trong số những nữ diễn viên được trả lương cao nhất tại Ấn Độ và giành được nhiều giải thưởng, bao gồm Giải thưởng Hàn lâm Truyền hình Ấn Độ. Cô bắt đầu sự nghiệp diễn xuất vào năm 1995 với vai trò của một diễn viên nhí khi tham gia bộ phim Akele Hum Akele Tum và có vai diễn đầu tay trong bộ phim truyền hình Shaka Laka Boom Boom vào năm 2002.
Cô được khán giả biết đến qua vai diễn Sneha Bajal trong bộ phim Kasautii Zindagii Kay, Ganga Bhatia trong bộ phim Sangam, Tiến sĩ Riddhima Gupta trong bộ phim Dill Mill Gayye. Cô cũng được biết đến nhờ vai diễn Kumud Sundari Desai trong bộ phim Định mệnh.
Cô cũng mạo hiểm tham gia bộ phim chiếu mạng Code M của ALT Bajali và giúp cô mang về một đề cử nữ diễn viên xuất sắc nhất tại Giải thưởng phim chiếu mạng Filmfare vào năm 2020.